# Evangeline (film, 1919)
Cet article concerne le film de Raoul Walsh. Pour le film de Hobart Bosworth, voir Evangeline.
Pour plus de détails, voir Fiche technique et Distribution.
Evangeline est un film américain écrit et réalisé par Raoul Walsh, sorti en 1919.

## Synopsis
Un père lit à sa fille et à son fiancé, qui viennent de se quereller, le poème de Longfellow « Evangéline ».
En 1775, dans le village de Grand-Pré en Acadie, une foule joyeuse est en train de célébrer le mariage d'Evangeline, la fille du fermier le plus riche de la région, et de Gabriel, le fils d'un forgeron, lorsque des soldats britanniques arrivent pour déporter les acadiens français. Gabriel et Evangeline sont séparés et embarqués vers le sud sur des bateaux différents. Celui de Gabriel l'emmène vers les plaines de Louisiane où lui et son père prospèrent, mais il refuse de penser à d'autres femmes, se désespérant pour Evangeline. Pendant des années, elle aussi a refusé de se marier, toujours à la recherche de Gabriel, et ils ont même failli une fois se rencontrer. Gabriel, très vieux, atteint de la peste, arrive à l'hospice où Evangeline est infirmière et meurt dans ses bras.
Les amoureux, émus par cette histoire, se pardonnent.

## Fiche technique
- Titre original : Evangeline
- Réalisation : Raoul Walsh
- Scénario : Raoul Walsh, d'après le poème Évangéline de Henry Longfellow
- Photographie : Devereaux Jennings
- Production : Raoul Walsh
- Société de production : Fox Film Corporation
- Société de distribution : Fox Film Corporation
- Pays d’origine :  États-Unis
- Langue : anglais
- Format : Noir et blanc - 35 mm - 1,37:1 -  Muet
- Genre : drame
- Durée : 6 bobines
- Date de sortie :
  - États-Unis : 21 septembre 1919

## Distribution
- Miriam Cooper : Evangeline
- Albert Roscoe : Gabriel
- Spottiswoode Aitken : Benedict Bellefontaine
- James Marcus : Basil
- Paul Weigel : Père Felician
- William A. Wellman[1] : un lieutenant anglais